# آلینا کوشکیان

آلینا ماکسیمی کوشکیان (ارمنی: Ալինա Մաքսիմի Քուշկյան؛ انگلیسی: Alina Koushkyan؛ زادهٔ ۱۳ اوت ۱۹۵۸) پزشک و سیاستمدار اهل ارمنستان است. عضو سومین دوره شورای شهر ایروان بود.

## زندگی‌نامه
وی در ۱۳ اوت ۱۹۵۸ در ایروان به دنیا آمد. وی خواهر هاروتیون کوشکیان می‌باشد. وی از دانشگاه پزشکی دولتی ایروان (۱۹۸۱) فارغ‌التحصیل گشت. 

## یادداشت
1. ↑  բժշկական գիտությունների դոկտոր
2. ↑  Երևանի հայ-ամերիկյան «Էրեբունի» պետական բժշկական քոլեջ